# Francesca Velicu
Francesca Velicu (Bucarest, 1998) è una ballerina rumena.

## Biografia
Francesca Velicu è nata e cresciuta a Bucarest, dove ha iniziato la sua educazione artistica prima di perfezionarsi all'Accademia statale di coreografia di Mosca. Nel 2015 si è unita al Balletto Nazionale Rumeno, con cui ha danzato ruoli da solista sotto la supervisione artistica di Johan Kobborg. Dopo le dimissioni dalla compagnia di Kobborg e della moglie, la prima ballerina Alina Cojocaru, anche Velicu ha lasciato il Balletto Nazionale Rumeno per unirsi all'English National Ballet nel 2016.
Sotto la direzione di Tamara Rojo, nel 2017 ha ottenuto un grande successo quando ha danzato il ruolo della fanciulla ne La sagra della primavera con le coreografie di Pina Bausch. Per la sua interpretazione ha ricevuto il plauso della critica e del pubblico, vincendo anche il Laurence Olivier Award per l'eccellenza nella danza. Negli anni successivi con l'English National Ballet ha ampliato il proprio repertorio danzando i ruoli di Clara ne Lo schiaccianoci, Odalisque ne Le Corsaire, Florine ne La bella addormentata e Kitri nel Don Chisciotte, venendo promossa al rango di solista nel 2024.